# マメヅタ

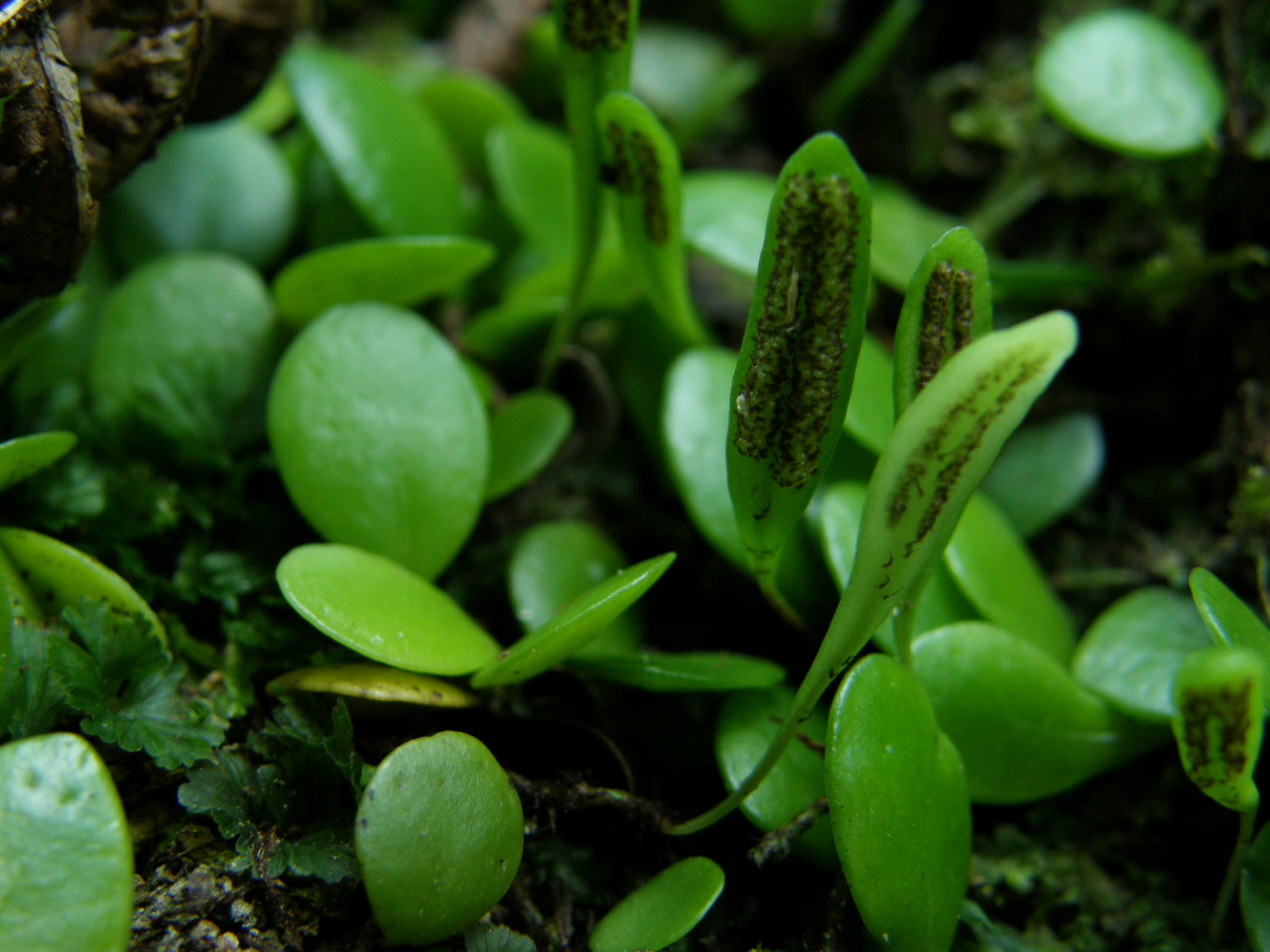
マメヅタ近撮 へらのような形の胞子葉が立ち上がっているのが分かる。

マメヅタ (Lemmaphyllum microphyllum Presl) は、ウラボシ科に属するシダ植物。樹木や岩に茎をはわせる着生植物である。独特の丸い葉をつける。山間部ではごく普通に見られる。マメシダ、マメゴケ、イワマメ、マメヅル、イシマメなどの異名を持つ。

## 特徴
茎は細くて長くはい回り、まばらに葉をつける。葉は栄養葉と胞子葉の二型がある。栄養葉は着生生活に適応して水分を多く蓄えており、肉厚で丸い。長さは1-2cm。葉柄は数mmで細い。
胞子葉は長さ6cm程のへら型で、栄養葉よりはるかに細くてより長い。やや表側に反り返る傾向がある。栄養葉より高く立ち上がっており、ちょうど、ヘビが鎌首をもたげたような姿である。裏面の主脈の左右の先端側に胞子のう群が一面につく。縦二本の茶色の線を引いたように見える。

## 生育環境と分布
樹木や岩に着生する。山林内でなくても、山間の地では道路沿いでも出現する。車道ののり面のコンクリート面などにも見られることがある。
東北地方南部以南の本州から琉球列島にまで生育し、海外は朝鮮南部、中国、台湾に分布する。

## 類似種
同属は日本、中国から東南アジアにかけて約十種あり、日本にはもう一種、オニマメヅタ (L. pyriforme (Ching) Ching) が屋久島などから知られている。葉の先がとがり、胞子葉の幅が広く、胞子のう群は丸いものが左右二列に並ぶ。これは、むしろこの配置が基本であり、マメヅタではこれが密着して線になってしまったと見るべきらしい。他の属との関係で言えば、ノキシノブ属がごく近縁であるとされる。
沖縄などのものはより大きく細長くなるのでリュウキュウマメヅタ (L. m. var. obovatum) という変種と見なすこともある。
なお、ラン科の着生植物にマメヅタラン(Bulbophyllum drymoglossum Maxim.)があり、姿が実によく似ている。ランの方が葉が小型で硬く、匍匐茎や根がより太いことで簡単に区別できる。ただし、ランの方が環境には敏感で、マメヅタほど開けたところには出てこない。

## 利用
一面に生えている姿は、なかなか風情があるが、あまりに普通なので、山野草園芸愛好家の間でもあえて栽培されることも少ない。
栄養葉を取って、指の間で折り曲げると、折れる時にプチンと音がするのを楽しむという、山村の子供の遊びがある。